# Lgota Wielka (Łódź)
Pour les articles homonymes, voir Lgota Wielka.
Lgota Wielka (prononciation [ˈlɡɔta ˈvjɛlka]) est un village de la gmina de Lgota Wielka, du powiat de Radomsko, dans la voïvodie de Łódź, situé dans le centre de la Pologne.
Le village est le siège administratif (chef-lieu) de la gmina appelée gmina de Lgota Wielka.
Il se situe à environ 13 kilomètres (km) au nord-ouest de Radomsko (siège du powiat) et 72 kilomètres au sud de la capitale régionale Łódź (capitale de la voïvodie).
Sa population s'élevait approximativement à 636 habitants en 2006.

## Administration
De 1975 à 1998, le village était attaché administrativement à l'ancienne voïvodie de Piotrków.

Depuis 1999, il fait partie de la nouvelle voïvodie de Łódź.